# Плавание на летних Олимпийских играх 2012 — эстафета 4×100 метров вольным стилем (женщины)
Соревнования по плаванию в эстафете 4×100 метров вольным стилем среди женщин на летних Олимпийских играх 2012 года прошли 28 июля в лондонском Центре водных видов спорта. В соревнованиях приняли участие 16 сборных.
Сборная Нидерландов выступала в финале в том же «золотом» составе (Деккер, Велдхёйс, Хемскерк, Кромовидьойо), который выиграл золото на Играх 2008 года, а также установил мировой рекорд в 2009 году. В финале австралийки установили олимпийский рекорд (3.33,15) и опередили нидерландок на 0,64 сек. Австралийки третий раз в истории выиграли олимпийское золото в этой дисциплине после 1956 и 2004 годов. Третьими стали американки, установившие рекорд Америки и проигравшие чемпионкам 1,07 сек. 
В финале также национальные рекорды установили сборные Дании и Японии. В предварительных заплывах национальные рекорды установили сборные Италии и Беларуси.

## Медалисты
| Золото | Серебро                                                                                              | Бронза                                                                                        |
| Австралия · Алишия Куттс · Кейт Кэмпбелл · Бриттани Элмсли · Мелани Шлангер · Эмили Сибом · Йолан Кукла · Лизбет Трикетт | Нидерланды · Инге Деккер · Марлен Велдхёйс · Фемке Хемскерк · Раноми Кромовидьойо · Хинкелин Схрёдер | США · Мисси Франклин · Джессика Харди · Лиа Нил · Эллисон Шмитт · Аманда Вейр · Натали Коглин |

*—участвовали только в предварительном заплыве

## Рекорды
До начала соревнований мировой и олимпийский рекорды были следующими:
| Мировой рекорд     | Нидерланды | 3.31,72 | Рим, Италия | 26 июля 2009    |
| Олимпийский рекорд | Нидерланды | 3.33,76 | Пекин, КНР  | 10 августа 2008 |

## Соревнование

### Предварительные заплывы

#### Заплыв 1
| Место | Дорожка | Страна                                                                               | 100 м | 200 м   | 300 м   | Время   |
| ----- | ------- | ------------------------------------------------------------------------------------ | ----- | ------- | ------- | ------- |
| 0     | -1      | !a                                                                                   | !a    | !a      | !a      | !a      |
| 1     | 4       | США · Лиа Нил · Аманда Вейр · Натали Кафлин · Эллисон Шмитт                          | 54,15 | 1.48,52 | 2.42,45 | 3.36,53 |
| 2     | 5       | Китай · Тан И · Цю Юйхань · Ван Хайбин · Ван Шицзя                                   | 53,86 | 1.48,71 | 2.42,85 | 3.37,91 |
| 3     | 6       | Япония · Харука Уэда · Яёи Мацумото · Мики Утида · Ханаэ Ито                         | 54,22 | 1.48,45 | 2.42,92 | 3.38,06 |
| 4–5   | 2       | Великобритания · Эйми Смит · Джесс Ллойд · Кейтлин Макклетчи · Ребекка Тернер        | 54,29 | 1.48,82 | 2.43,46 | 3.38,21 |
| 4–5   | 3       | Швеция · Сара Шёстрём · Мишель Колеман · Ида Марко-Варга · Габриэлла Фагундес        | 54,31 | 1.48,45 | 2.43,02 | 3.38,21 |
| 6     | 7       | Россия · Вероника Попова · Наталья Ловцова · Виктория Андреева · Маргарита Нестерова | 54,30 | 1.49,30 | 2.44,57 | 3.39,59 |
| 7     | 8       | Беларусь · Александра Герасименя · Светлана Хохлова · Оксана Демидова · Юлия Хитрая  | 53,85 | 1.48,81 | 2.44,75 | 3.40,67 |
| 8     | 1       | Венгрия · Агнеш Мутина · Эвелин Веррасто · Эва Ристов · Дара Эстер                   | 56,05 | 1.51,85 | 2.49,66 | 3.44,79 |
| 999   | 999     | ЯЯЯ                                                                                  | ~z    | ~z      | ~z      | ~z      |

#### Заплыв 2
| Место | Дорожка | Страна                                                                             | 100 м | 200 м   | 300 м   | Время   |
| ----- | ------- | ---------------------------------------------------------------------------------- | ----- | ------- | ------- | ------- |
| 0     | -1      | !a                                                                                 | !a    | !a      | !a      | !a      |
| 1     | 3       | Австралия · Эмили Сибом · Бриттани Элмсли · Йолан Кукла · Лизбет Трикетт           | 54,24 | 1.47,65 | 2.42,26 | 3.36,34 |
| 2     | 4       | Нидерланды · Марлен Велдхёйс · Инге Деккер · Хинкелин Схрёдер · Фемке Хемскерк     | 54,73 | 1.48,52 | 2.44,14 | 3.37,76 |
| 3     | 2       | Дания · Пернилле Блуме · Мия Нильсен · Лотте Фрийс · Джанетт Оттесен               | 54,44 | 1.48,93 | 2.44,90 | 3.38,09 |
| 4     | 5       | Германия · Бритта Штеффен · Зильке Липпок · Лиза Фиттинг · Даниела Шрайбер         | 54,43 | 1.49,73 | 2.44,50 | 3.39,16 |
| 5     | 6       | Канада · Виктория Пун · Джулия Уилкинсон · Саманта Чевертон · Хитер Маклин         | 54,67 | 1.49,05 | 2.43,98 | 3.39,60 |
| 6     | 7       | Италия · Элис Миззай · Федерика Пеллегрини · Лаура Летрари · Эрика Ферраиоли       | 55,17 | 1.49,45 | 2.45,19 | 3.39,74 |
| 7     | 1       | Новая Зеландия · Наташа Хинд · Пенелопа-Мей Маршалл · Амака Гесслер · Хайли Палмер | 55,93 | 1.51,75 | 2.47,52 | 3.42,55 |
| 8     | 8       | Греция · Фиодора Драку · Нери Нянгкуара · Фиодора Гиарени · Кристал Вроуна         | 55,42 | 1.50,94 | 2.48,20 | 3.45,55 |
| 999   | 999     | ЯЯЯ                                                                                | ~z    | ~z      | ~z      | ~z      |

## Финал
| Место | Дорожка | Страна                                                                            | 100 м | 200 м   | 300 м   | Время   |
| ----- | ------- | --------------------------------------------------------------------------------- | ----- | ------- | ------- | ------- |
| 0     | -1      | !a                                                                                | !a    | !a      | !a      | !a      |
| 1     | 4       | Австралия · Алишия Куттс · Кейт Кэмпбелл · Бриттани Элмсли · Мелани Шлангер       | 53,90 | 1.47,09 | 2.40,50 | 3.33,15 |
| 2     | 3       | Нидерланды · Инге Деккер · Марлен Велдхёйс · Фемке Хемскерк · Раноми Кромовидьойо | 54,67 | 1.48,47 | 2.41,86 | 3.33,79 |
| 3     | 5       | США · Мелисса Франклин · Джессика Харди · Лиа Нил · Эллисон Шмитт                 | 53,52 | 1.47,05 | 2.40,70 | 3.34,24 |
| 4     | 6       | Китай · Тан И · Цю Юйхань · Ван Хайбин · Пан Цзяин                                | 53,58 | 1.48,07 | 2.42,10 | 3.36,75 |
| 5     | 8       | Великобритания · Эйми Смит · Франческа Холсол · Джесс Ллойд · Кейтлин Макклетчи   | 54,27 | 1.47,56 | 2.42,21 | 3.37,02 |
| 6     | 7       | Дания · Пернилле Блуме · Мия Нильсен · Лотте Фрийс · Джанетт Оттесен              | 54,52 | 1.48,56 | 2.44,21 | 3.37,45 |
| 7     | 2       | Япония · Харука Уэда · Яёй Мацумото · Мики Утида · Ханаэ Ито                      | 54,34 | 1.48,86 | 2.43,29 | 3.37,96 |
| 9     | 1       | Швеция · Мишель Колеман · Сара Шёстрём · Ида Марко-Варга · Габриэлла Фагундес     | 54,57 | 1.48,48 | 2.43,49 | DSQ     |
| 999   | 999     | ЯЯЯ                                                                               | ~z    | ~z      | ~z      | ~z      |